# Ivo Přeček
Ivo Přeček (12. září 1935 Olomouc – 21. února 2006 Olomouc) byl český fotograf, člen olomoucké skupiny DOFO.

## Život
Po měšťance v Olomouci se vyučil soustružníkem kovů v Přerovských strojírnách a jako soustružník zde byl zaměstnán do roku 1955. V letech 1956-1968 pracoval jako zámečník v nástrojárně, potom až do roku 1985 převážně jako soustružník v dílně technického rozvoje Sigmy Olomouc. V zaměstnání se seznámil s fotografy Antonínem Gribovským a Janem Hajnem, kteří byli roku 1959 zakládajícími členy skupiny DOFO. Přeček působil v této skupině od roku 1960 a byl jejím nejmladším členem.
Od roku 1986 byl fotografem na podnikovém ředitelství lesů v Olomouci a v letech 1990–2006 fotografem v Oblastní galerii výtvarného umění v Olomouci. Byl členem Unie výtvarných umělců Olomoucka (1990–1991) a Asociace fotografů České republiky (1990–1996).
Obdržel Cenu města Olomouce za rok 1998 v oblasti fotografie.

## Dílo
Jako teoretik a poradce skupiny DOFO působil v letech 1958-1962 malíř Slavoj Kovařík, který Přečka ovlivnil. Skupinovým programem DOFO byla "poezie všednodennosti". Přeček zprvu fotografoval na svém pracovišti v továrně a snímky autentického a nepřikrášleného prostředí ozvláštňoval poetickými civilními motivy jako váza s květinami nebo štětec se stékající barvou (cyklus Pracovní prostředí). Přečkovy poetické snímky reality z městských zákoutí 60. let byly ovlivněny surrealismem a poetickým civilismem.
Již od počátku 60. let Přeček experimentoval a vytvářel fotografické kompozice vícenásobnou expozicí nebo kopírováním ze sendviče několika negativů. Vznikly tak působivé obrazy, často blízké a rovnocenné tehdejšímu abstraktnímu malířství. Některé jeho fotografie lze řadit k českému informelu. Přestože byly vytvořeny z původního snímku dodatečnými technickými procesy, usilují o to, aby působily jako malba (Neznámá krajina II, 1965).
Dílo Ivo Přečka patří v rámci české fotografie 60. a 70. let 20. století k nejprogresivnějším. Už ve své době byl velmi oceňován a podporován významným teoretikem českého surrealismu Václavem Zykmundem. V 70. letech se propracoval k výrazově prostšímu vyjádření, které se však obsahově vztahovalo k hlubším rovinám lidské existence a dopadu lidské činnosti na svět, ve kterém žil. V 70. a 80. letech se zabýval převážně nemanipulovanou fotografií. Specifickou částí tvorby fotografa Ivo Přečka byly nekonvenční objekty a asambláže, které tvořil spojením fotografie a trojrozměrných předmětů.
Ivo Přeček patří k nejvýznamnějším představitelům české fotografie druhé poloviny 20. století. Jeho tvorba předjímala či reagovala na všechny aktuální proudy výtvarného umění posledních čtyřiceti let.

### Zastoupení ve sbírkách
- Uměleckoprůmyslové museum v Praze
- Moravská galerie Brno
- Městská galerie, Brno
- Muzeum umění Olomouc
- Slovenská národná galéria Bratislava
- Galerie EF Jerzego Olka, Klodsko, Polsko
- Nationalgalerie Berlin, Německo
- Sbírka Dietmara Sigerta, Německo
- Musée national d'art moderne, Centre Pompidou, Paříž

### Autorské výstavy
- 1971 Ivo Přeček, Kabinet fotografie Jaromíra Funka, Brno
- 1980 Ivo Přeček: Fotografie, Divadlo hudby, Olomouc
- 1996 Ivo Přeček, Galerie Caesar, Olomouc[6]
- 2004 Ivo Přeček: Fotografie, objekty, asambláže 1959 - 2003, Muzeum umění Olomouc
- 2006 Pocta Ivo Přečkovi, Muzeum umění Olomouc
- 2009 Ivo Přeček: Koncepcio, karakter, reflexio, Nessim Gallery Budapest
- 2012/2013 Ivo Přeček, Ateliér Josefa Sudka, Praha